# لوفجوي
لوفجوي (بالإنجليزية: Lovejoy, Georgia)‏ هي مدينة تقع في مقاطعة كلايتون، جورجيا بولاية جورجيا في الولايات المتحدة. تبلغ مساحة هذه المدينة 6.1 (كم²)، وترتفع عن سطح البحر 290 م، بلغ عدد سكانها 6422 نسمة في عام 2010 حسب إحصاء مكتب تعداد الولايات المتحدة.

## أعلام
- بادي أوستين

## وصلات خارجية
- Cities & Counties - Georgia.gov